# Stephanolepis setifer
Stephanolepis setifer és una espècie de peix de la família dels monacàntids i de l'ordre dels tetraodontiformes.

## Morfologia
- Els mascles poden assolir 20 cm de longitud total.[4][5]

## Alimentació
Menja probablement plantes i invertebrats petits.

## Depredadors
És depredat per Fistularia tabacaria i pel peix emperador crioll (Lutjanus analis).

## Hàbitat
És un peix marí, de clima subtropical i associat als esculls de corall que viu fins als 80 m de fondària.

## Distribució geogràfica
Es troba a l'Índic, el Pacífic i l'Atlàntic occidental (des de Bermuda, Carolina del Nord -Estats Units- i el nord del Golf de Mèxic fins al sud-est del Brasil).

## Observacions
N'hi ha informes d'enverinament per ciguatera.